# Suragina illucens
Suragina illucens är en tvåvingeart som beskrevs av Walker 1859. Suragina illucens ingår i släktet Suragina och familjen bäckflugor. Inga underarter finns listade i Catalogue of Life.